# Jean-Martin Mouloungui
Jean-Martin Mouloungui (ur. 30 listopada 1969) – piłkarz gaboński grający na pozycji obrońcy.

## Kariera klubowa
W swojej karierze piłkarskiej Mouloungui grał w klubie Mbilinga FC ze stolicy kraju Libreville.

## Kariera reprezentacyjna
W 1996 roku Mouloungui został powołany do reprezentacji Gabonu na Puchar Narodów Afryki 1996. Na tym turnieju rozegrał trzy spotkania: z Liberią (1:2), z Demokratyczną Republiką Konga (0:2) i ćwierćfinale z Tunezją (1:1, k. 1:4).
W 2000 roku Mouloungui został powołany do kadry na Puchar Narodów Afryki 2000. Tam zagrał jednym meczu, z Algierią (1:3).